# Basisoperatie (wiskunde)
De basisoperaties uit de wiskunde zijn: optelling, aftrekking, vermenigvuldiging en deling. Soms worden nog ingewikkelder bewerkingen tot de basisoperaties gerekend, zoals machtsverheffing en worteltrekken.

## Ontstaan van bewerkingen en getallenverzamelingen
De optelling wordt soms als de "meest elementaire" bewerking opgevat. Ze heeft immers enkele eigenschappen die haar bijzonder aanschouwelijk maken:
- de optelling van natuurlijke getallen komt overeen met het fysiek samenvoegen van voorwerpen;
- de optelling van twee natuurlijke getallen is altijd gedefinieerd, zonder "moeilijke" uitzonderingen.

De aftrekking is verbonden met de optelling door de vraag hoeveel bij een gegeven aantal opgeteld moet worden om een bepaald resultaat te verkrijgen.  De aftrekking van twee aantallen is alleen mogelijk als het tweede getal niet groter is dan het eerste. De onmogelijkheid, een groot getal van een klein getal af te trekken, geeft aanleiding tot de abstractie van de negatieve getallen en dus de verzameling der gehele getallen.
De vermenigvuldiging van natuurlijke getallen was oorspronkelijk een afkorting. Vijf maal drie is hetzelfde als drie plus drie plus drie plus drie plus drie, maar het is overzichtelijker, spreekt korter uit en gebruikt minder perkament.
Naar analogie met de aftrekking, die de optelling omkeert, definieert men dan de deling als omgekeerde bewerking van de vermenigvuldiging. Ook hier is de omgekeerde bewerking niet steeds mogelijk: alleen als het tweede getal een deler is van het eerste. De uitvinding der breuken of rationale getallen biedt hier een uitkomst, tenminste als het tweede getal verschillend is van nul.
Vervolgens blijkt dat ook breuken kunnen worden opgeteld, afgetrokken, vermenigvuldigd en gedeeld (tenzij door nul).
Zoals de vermenigvuldiging een groot aantal optellingen samenvat, zo vat de machtsverheffing een groot aantal vermenigvuldigingen samen. Twee tot de vierde macht is hetzelfde als twee maal twee maal twee maal twee, maar noteert korter. Machtsverheffing met breuken is ook mogelijk; weliswaar mag in eerste instantie alleen het eerste lid (het grondtal) van de machtsverheffing een niet-geheel rationaal getal zijn.
De machtsverheffing is niet commutatief, en dus zijn er twee verschillende omgekeerde bewerkingen naargelang men het grondtal dan wel de exponent van de machtsverheffing als onbekende beschouwd. Als het grondtal onbekend is, dan is de omgekeerde bewerking het worteltrekken. Als de exponent daarentegen gezocht wordt, dan is de omgekeerde bewerking de logaritme met als basis het gegeven grondtal.
De machtsverheffing met een willekeurig rationaal getal als exponent wordt dan gedefinieerd als een combinatie van klassieke machtsverheffing (met gehele exponent) en worteltrekking (eveneens met gehele exponent).
Worteltrekking tussen rationale getallen levert niet altijd een rationaal getal op. Er zijn verschillende mogelijkheden om grotere getallenverzamelingen te definiëren waarop de worteltrekking bijna een inwendige bewerking is: de radicale getallen (zie Stelling van Abel-Ruffini), de algebraïsche getallen of de complexe getallen.
Binnen de verzameling der complexe getallen zijn alle hierboven genoemde bewerkingen altijd gedefinieerd, met uitzondering van de logaritme van de niet-positieve reële getallen in een willekeurige basis, de logaritme met een niet-positief reëel getal als basis, en de machtsverheffing of worteltrekking waarvan het grondtal een niet-positief reëel getal is. Merk op dat op die manier enkele gevallen uitgesloten worden die binnen de rationale getallen wél mogelijk zijn, bijvoorbeeld de derdemacht van min één.